# Virregnat de Riau

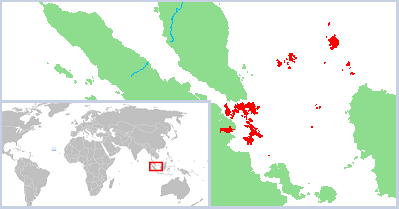
Domini del Virregnat de Riau, en vermell

El virregnat de Riau fou un territori dependent dels sultans de la dinastia Bendahara de Johore, que governaven a les illes Riau i illes Lingga entre altres menors i al segle xviii residien a Lingga, concedit a una nissaga bugi que el va governar sota sobirania (força nominal) del sultà de Johore-Lingga i després de Lingga, fins a la seva supressió el 1900.

## Història
L'arxipèlag de Riau va passar a formar part del soldanat de Malaca després de l'expansió de Tun Perak al segle xv, després de la decadència de l'Imperi Srivijaya. Després de la caiguda de Malaca a mans dels portuguesos, l'eix del poder regional va ser heretat pel sultanat de Johor. Durant l'edat daurada de Johor, el regne s'estenia per la meitat de la península de Malaca, l'est de Sumatra, Singapur, Bangka, Jambi i les illes Riau.
Un sultà de la dinastia Bendahara Johore governava a Johore i a les illes Riau i les illes Lingga. El 1722 va reclutar tropes bugis (un grup etnolingüístic de les Cèlebes) amb les que va poder rebutjar un atac de Pagaruyung, i com a recompensa va concedir al cap dels bugis el títol de Yamtuan Muda ("virrei") de Riau, que va esdevenir hereditari. El sultà malai residia a Lingga i el Yamtuan Muda dels bugis i els seus fidels residien a l'illa de Penyengat, al sud de l'illa de Bintan, a Tandjung Pinang, que era el cor de l'estat del qual els bugis formaven l'èlite religiosa i secular. El 1784 el sultà de Johore-Riau-Lingga va atacar Malaca en poder dels holandesos i fou derrotat quedant considerablement afeblit.
El 1819 un príncep de la dinastia es va proclamar sultà a Lingga. El 1824 després del tractat dels holandesos i britànics, el sultanat de Johore i el de Lingga (o de Riau Lingga) van quedar definitivament separats i el 1830 el sultà de Lingga va haver d'acceptar el protectorat neerlandès. Singapur no va trigar a eclipsar a Riau Lingga com a centre del comerç regional. Els prínceps bugis dominaren la vida religiosa de Riau Lingga; tenien la reputació de promoure idees reformistes.
El 1857-1858, el Yamtuan Muda Raja Haji Abdullah va esdevenir murshid (guia espiritual) de la tariqa Naqshabandiya, una confraria mística sufita lligada a l'Imperi Otomà. Segons el Tuhfat al-Nafis, tots els prínceps de Penyengat pertanyeren a aquesta tariqa. A la mort de Raja Abdullah el 1858, Raja Muhammad Yusuf el va succeir. El 1866 a Penyengat, l'erudit religiós i historiador moral Raja Ali Haji (1809 - 1870) va acabar la seva obra Tuhfat al-Nafis ("el regal preciós"), una epopeia que relatava les accions dels seus ancestres bugis en el món malai començant pel seu pare, Raja Ahmad (nascut el 1773). El llibre tractava de les raons de les diferències entre malais i bugis i feia l'elogi del Yamtuan Muda Raja Jaafar (que va regnar de 1805 a 1831). Amb l'excusa dels llaços matrimonials estrets entre les aristocràcies malaia i bugi, els holandesos van decidir no nomenar un nou Yamtuan Muda a la mort (1899) de Raja Muhammad Yusuf, que havia exercit aquesta funció durant 40 anys; d'altra banda el seu fill Raja Ali Kelana estava poc inclinat a assolir la successió. El "diktat" de 1900 va posar fi al poder dels bugis a Riau i Lingga. El nominal virrei Ali Kelana fou enviat a l'exili a Singapur el 1911 junt amb el sultà de Lingga.

## Virreis de Riau
- Paduka Sri Sultan 'Ala ud-din Ri'ayat Shah bin Daing Rilaga 1722 - 1728
- Paduka Sri Raja Chelak bin Daing Rilaga 1728 - 1745
- Paduka Sri Daing Kamboja bin Opu Daing Parani 1745 - 1777
- Paduka Sri Raja Haji bin Raja Chelak (Raja Haji al-Shahid Fisabillu'llah Ta'ala al-Marhum Teluk Ketapang) 1777 - 1784
- Paduka Sri Sultan 'Ali 'Ala ud-din Shah ibni al-Marhum Raja Kamboja (Raja Ali I) 1784 - 1805
- Paduka Sri Sultan Ja'afar 'Ala ud-din Shah ibni al-Marhum Raja Haj 1805 - 1831
- Raja 'Abdu'l Rahman ibni al-Marhum Sultan Ja'afar 'Ala ud-din Shah 1831 - 1844
- Paduka Sri Sultan 'Ali 'Ala ud-din Ri'ayat Shah ibni al-Marhum Sultan Ja'afar 'Ala ud-din Shah (Raja 'Ali II) 1844 - 1857
- Paduka Sri Raja Haji 'Abdu'llah ibni al-Marhum Sultan Ja'afar 'Ala ud-din Shah 1857 - 1858
- Paduka Sri Raja Muhammad Yusuf al-Mahdi ibni al-Marhum Sultan 'Ali 'Ala ud-din Ri'ayat Shah 1858 - 1899
- Raja Haji 'Ali ibni al-Marhum Raja Muhammad Yusuf al-Mahdi, Tengku Kelana 1899 - 1911 (nominal; no instal·lat pels holandesos i enviat a l'exili a Singapur el 1911

## Banderes

Bandera d'estat del virregnat de Riau

La bandera del sultà de Lingga (blanca llisa) era la bandera oficial a Riau, però el virrei feia servir diverses banderes:
- Bandera d'estat adoptada per decret el 26 de novembre de 1816, negre amb quadre blanc al cantó del pal
- Pavelló a la mar, negre amb aspa blanca amb els extrems al centre de cada angle.
- Pavelló civil per vaixells, triangular negre
- Bandera personal del virrei (càrrec hereditari), groga amb vora verda per tres costats (tots menys el vol)
- Bandera de l'hereu del virrei, verda amb vora groga per tres costats (tots menys el vol)

### Galeria de banderes

bandera del virrei
bandera del hereu
Pavelló a la mar (vaixells de l'estat o de guerra)
Pavelló civil